# Cockburn Island
Cockburn Island es un municipio canadiense situado en la provincia de Ontario.

## Superficie
Cockburn Island tiene una superficie de 168,9 km².

## Demografía
En 2021, tenía 16 habitantes, una densidad poblacional de 0,1 hab./km², y 89 viviendas.